# هارونوبو دينو
هارونوبو دينو (مواليد 28 أغسطس 1969) هو مبارز بالسيف ياباني، مثّل بلاده في الألعاب الأولمبية الصيفية 1988.

## روابط رياضية
هارونوبو دينو على موقع أوليمبيديا (الإنجليزية)